# Francisco Suárez

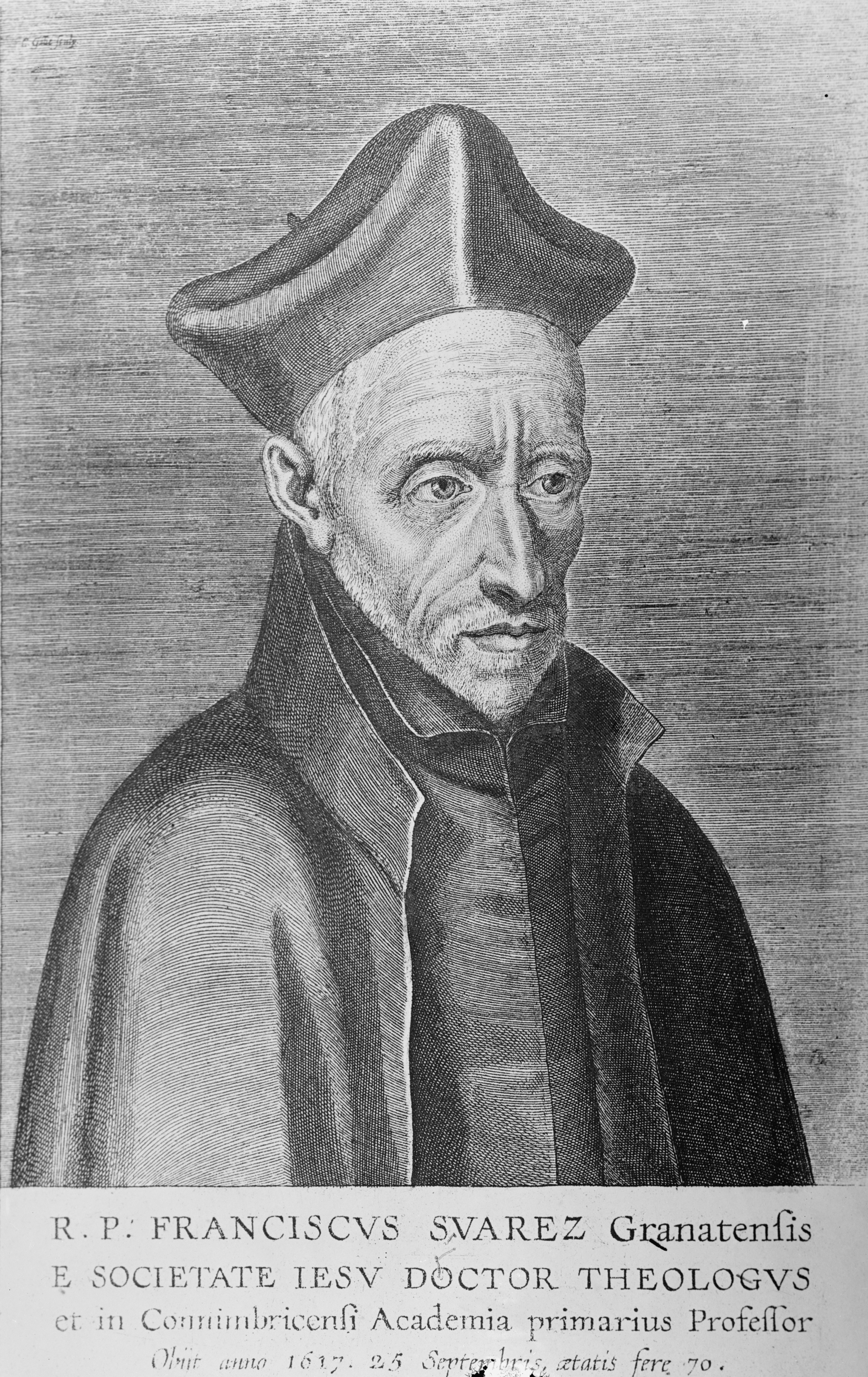
Francisco Suárez

Francisco Suárez (* 5. Januar 1548 in Granada; † 25. September 1617 in Lissabon) war ein spanischer Jesuit, Theologe und Philosoph. Ihm wurde der Ehrenname Doctor Eximius („herausragender Lehrer“) gegeben.

## Leben

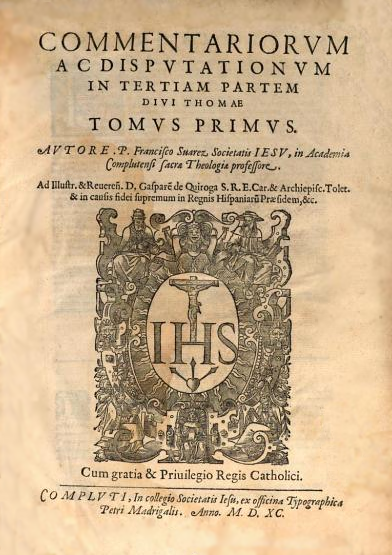
Commentariorum ac disputationum in tertiam partem divi Thomae (1590)

Summae theologiae. De Deo uno et trino, I, 1607

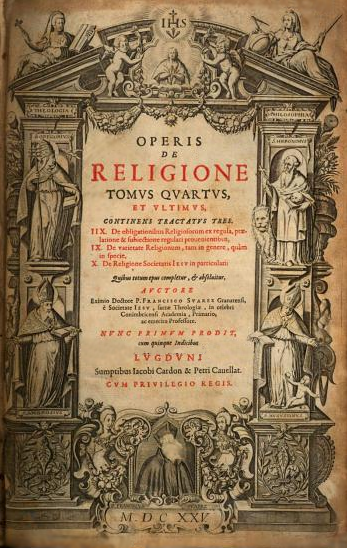
Operis de religione (1625)

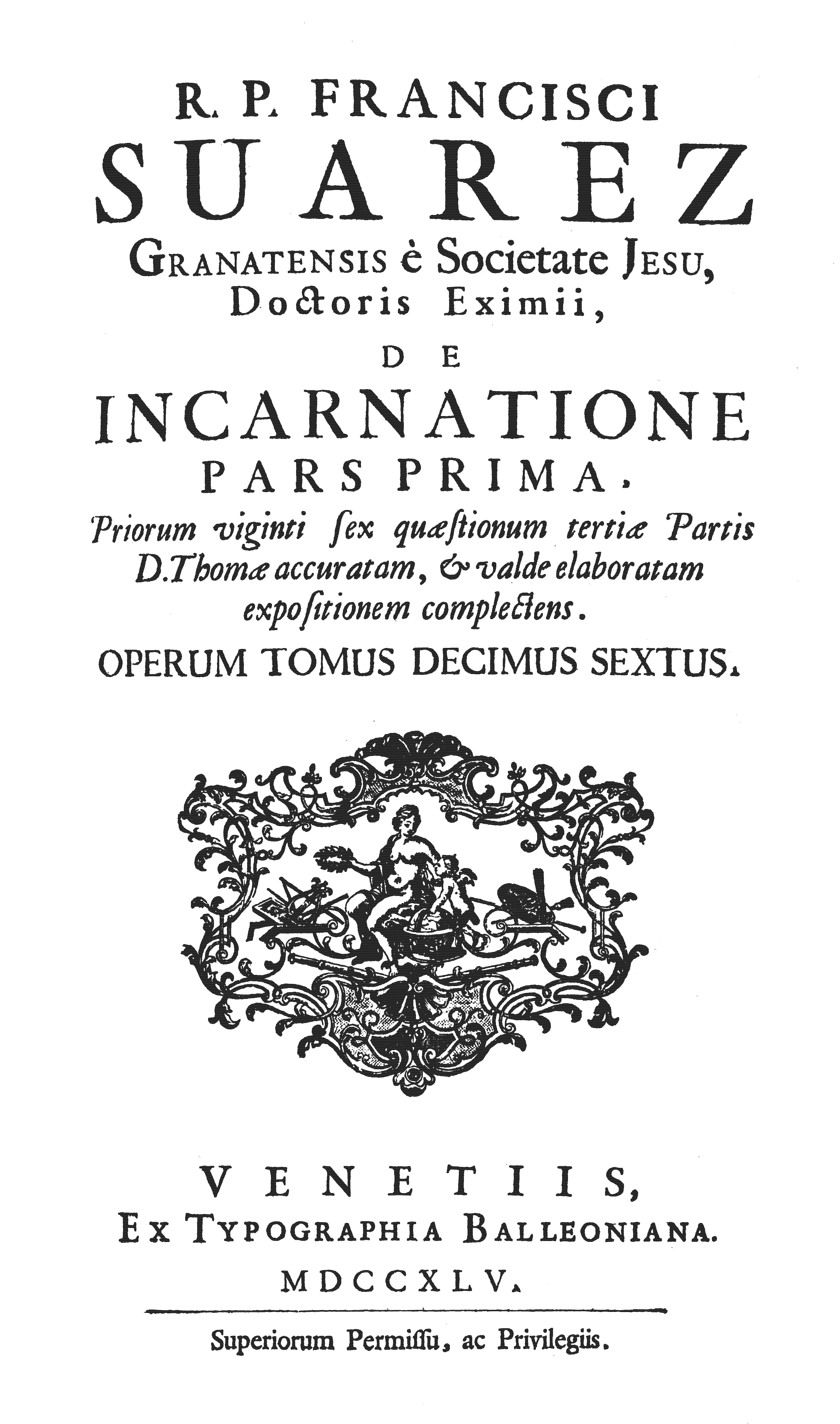
De incarnatione, pars prima (1745)

Suárez studierte von 1561 bis 1570 Kanonisches Recht in Salamanca. Dort trat er am 16. Juni 1564  den Jesuiten bei und setzte seine theologischen Studien bis 1570 fort.
Er lehrte dann 1571 Philosophie an den Jesuitenschulen in Ávila und Segovia, 1575 dann Theologie. 1572 wurde er durch Diego de Covarrubias y Leyva zum Priester geweiht. Im Laufe seines Lebens lehrte er Theologie an verschiedenen Hochschulen: von 1574 an der Jesuitenschule in Valladolid, 1580 bis 1585 in Rom, 1585 bis 1592 in Alcalá, 1592 bis 1597 in Salamanca und 1597 bis 1615 in Coimbra. Zur Übernahme des Lehrstuhls in Coimbra erhielt Suárez den Doktortitel der Theologie. 1615 gab er aus Gesundheitsgründen seine Lehrtätigkeit auf. In seinen verbleibenden Lebensjahren widmete er sich der Drucklegung seiner Schriften.

## Werk und Wirkung
In der Theologie verfasste er eine Vielzahl von Abhandlungen, die nicht alle auf höhere Gnade stießen, zum Beispiel wurde seine Lehre über die schriftliche Beichte verboten, sein Buch Defensio fidei in Paris verbrannt. In vollem Einklang mit seinen Oberen und dem Papst befand er sich hingegen bei der Verteidigung der Lehre der Unbefleckten Empfängnis und der Ewigen Jungfräulichkeit Mariä. Wichtige Beiträge lieferte er zur sogenannten Analysis fidei.
In der Philosophie war er ein Vertreter des Naturrechts und wird zur Schule von Salamanca gezählt. Seine metaphysischen Schriften wirkten stark auf Leibniz.
Aufgrund seiner juristischen Schriften wurde er später als Mitbegründer des Völkerrechts angesehen.
Suárez hatte eine gewaltige Wirkung. Seine metaphysischen Schriften, vor allem die Disputationes Metaphysicae (1597) und seine naturrechtlichen Schriften wurden bis weit ins 18. Jahrhundert sowohl im katholischen wie auch protestantischen Europa rezipiert. Man kann ihn daher neben Franciscus Toletus als einen der Begründer der Barockscholastik bezeichnen.

## Ausgaben und Übersetzungen
- Markus Kremer (Hrsg.): Francisco Suárez: De pace – De bello. Über den Frieden – Über den Krieg (= Politische Philosophie und Rechtstheorie des Mittelalters und der Neuzeit. Band I,2). Frommann-Holzboog, Stuttgart-Bad Cannstatt 2013, ISBN 978-3-7728-2505-7 (lateinischer Text und deutsche Übersetzung)
- Oliver Bach u. a. (Hrsg.): Francisco Suárez: De legibus ac deo legislatore. Über die Gesetze und Gott den Gesetzgeber. Liber tertius: De lege positiva humana. Drittes Buch: Über das menschliche positive Gesetz (= Politische Philosophie und Rechtstheorie des Mittelalters und der Neuzeit. Bände I,6 und I,7). 2 Teilbände. Frommann-Holzboog, Stuttgart-Bad Cannstatt 2014, ISBN 978-3-7728-2509-5 und ISBN 978-3-7728-2655-9 (lateinischer Text und deutsche Übersetzung)
- Marina Ortrud Hertrampf: Francisco Suárez. In: Europas vergessene Visionäre. Nomos, Baden-Baden 2019, ISBN 978-3-8452-8835-2
- Rainer Specht (Hrsg.): Francisco Suárez: Über die Individualität und das Individuationsprinzip. Meiner, Hamburg 1976, ISBN 978-3-7873-0376-2 (lateinischer Text und deutsche Übersetzung)
- Salvador Castellote (Hrsg.): Francisco Suárez: De anima. Commentaria una cum quaestionibus in libros Aristotelis de anima. Comentarios a los libros de Aristóteles sobre el alma. 3 Bände. Madrid 1978–1991 (kritische Edition mit spanischer Übersetzung)

### Zu Person und Werk
- Literatur von und über Francisco Suárez im Katalog der Deutschen Nationalbibliothek
- Werke von und über Francisco Suárez in der Deutschen Digitalen Bibliothek
- Christopher Shields, Daniel Schwartz: Francisco Suárez. In: Edward N. Zalta (Hrsg.): Stanford Encyclopedia of Philosophy, 2014, substantive revision 2019.
- Sydney Penner: Francisco Suárez (1548–1617). In: James Fieser, Bradley Dowden (Hrsg.): Internet Encyclopedia of Philosophy.
- Klaus Kienzler: Francisco Suárez. In: Biographisch-Bibliographisches Kirchenlexikon (BBKL). Band 11, Bautz, Herzberg 1996, ISBN 3-88309-064-6, Sp. 154–163 (Artikel/Artikelanfang im Internet-Archive).
- Antonio Pérez Goyena: Francisco Suárez. In: Catholic Encyclopedia, Robert Appleton Company, New York 1913.
- Benjamin Hill, Henrik Lagerlund (Hrsg.): The Philosophy of Francisco Suárez. Oxford University Press, 2011 (Drafts der meisten Kapitel).
- Francisco Suárez bei Manus online

### Texte
- Francisco Suarez on Metaphysics as the Science of Real Beings (englisch)
- Francisco Suárez, Disputationes Metaphysicae (lateinisch)
- Kritische Edition verschiedener Werke von Francisco Suárez PDF-Ausgaben verschiedener Werke von Suárez in kritischer Edition von Prof. Salvador Castellote (lateinisch)
- Werke in verschiedenen Editionen – Linksammlung von Sydney Penner
- Francisco Suárez im Internet Archive

### Bibliographie
- Jacob Schmutz: Bibliographie generale sur Francisco Suárez, S.J. (1548-1617). In: Scholasticon. 28. September 2014, archiviert vom Original am 28. September 2014 (französisch).

| Personendaten    | Personendaten                          |
| ---------------- | -------------------------------------- |
| NAME             | Suárez, Francisco                      |
| KURZBESCHREIBUNG | portugiesischer Theologe und Philosoph |
| GEBURTSDATUM     | 5. Januar 1548                         |
| GEBURTSORT       | Granada                                |
| STERBEDATUM      | 25. September 1617                     |
| STERBEORT        | Lissabon                               |